# 라보 왕국
라보 왕국(Lavo Kingdom)은 7세기 드바라바티 문명의 종말부터 1388년까지 차오프라야 계곡(Chao Phraya valley) 상류에 있는 짜오프라야강(Chao Phraya River)의 좌안에 있었던 만달라 체제(mandala system)라는 정치체이다. 라보 문명의 원 중심은 라보(Lavo)로 오늘날의 롭부리(Lopburi)이지만, 11세기경에 수도가 아유타야섬(Ayutthaya island) 오른쪽에 있는 항구도시 아요다야(Ayodhaya) 남쪽으로 이동하였다. 그 결과 14세기 라보는 아유타야 왕국(Ayutthaya Kingdom)에 합병되었다.
9세기 이전에 라보는 시 텝(Si Thep)과 세마(Mueang Sema)와 더불어 카나사푸라(Canasapura)라는 만달라 국가의 중심이었으나, 기후로 인하여 이주가 발생하면서 시 텝과 세마는 힘을 잃었고 라보는 10~11세기 동안 크메르 정권에 지배될 때까지 지역 내 유일한 힘의 중심이었다.

## 역사

### 드바라바티와 몬족의 지배

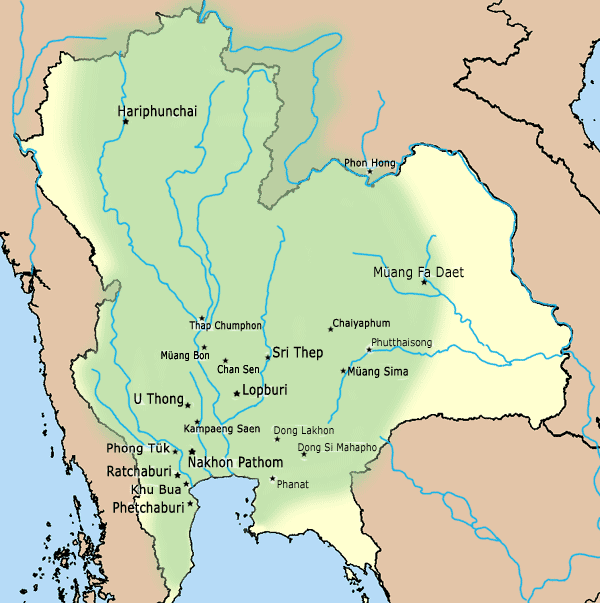
6-9세기 드바라바티 문화의 정착지

오늘날 태국에 해당하는 드바라바티의 영역은 처음에는 몇 세기 전에 이주해 도래한 몬족(Mon people)이 거주하였다. 동남아시아 중부 불교는 상좌부불교(上座部佛敎) 문화가 태국 중부와 북동부에서 발전한 몬족과 관련되었던 6~9세기에 기틀을 마련하였다. 상좌부불교에서는 평신도가 아닌 계율을 지키며 승려의 삶을 살아가는 사람만이 깨달음을 얻을 수 있다고 본다. 여러 명의 부처와 보살의 글을 경전에 넣은 대승불교(大乘佛敎)와 달리, 상좌부불교는 불교의 창시자 석가모니(釋迦牟尼)만을 경배한다. 오늘날 라오스와 태국 중부 평원에서 발생한 몬족의 불교 왕국은 모두 드바라바티라고 부른다.:27

### 라보 왕국의 몬족

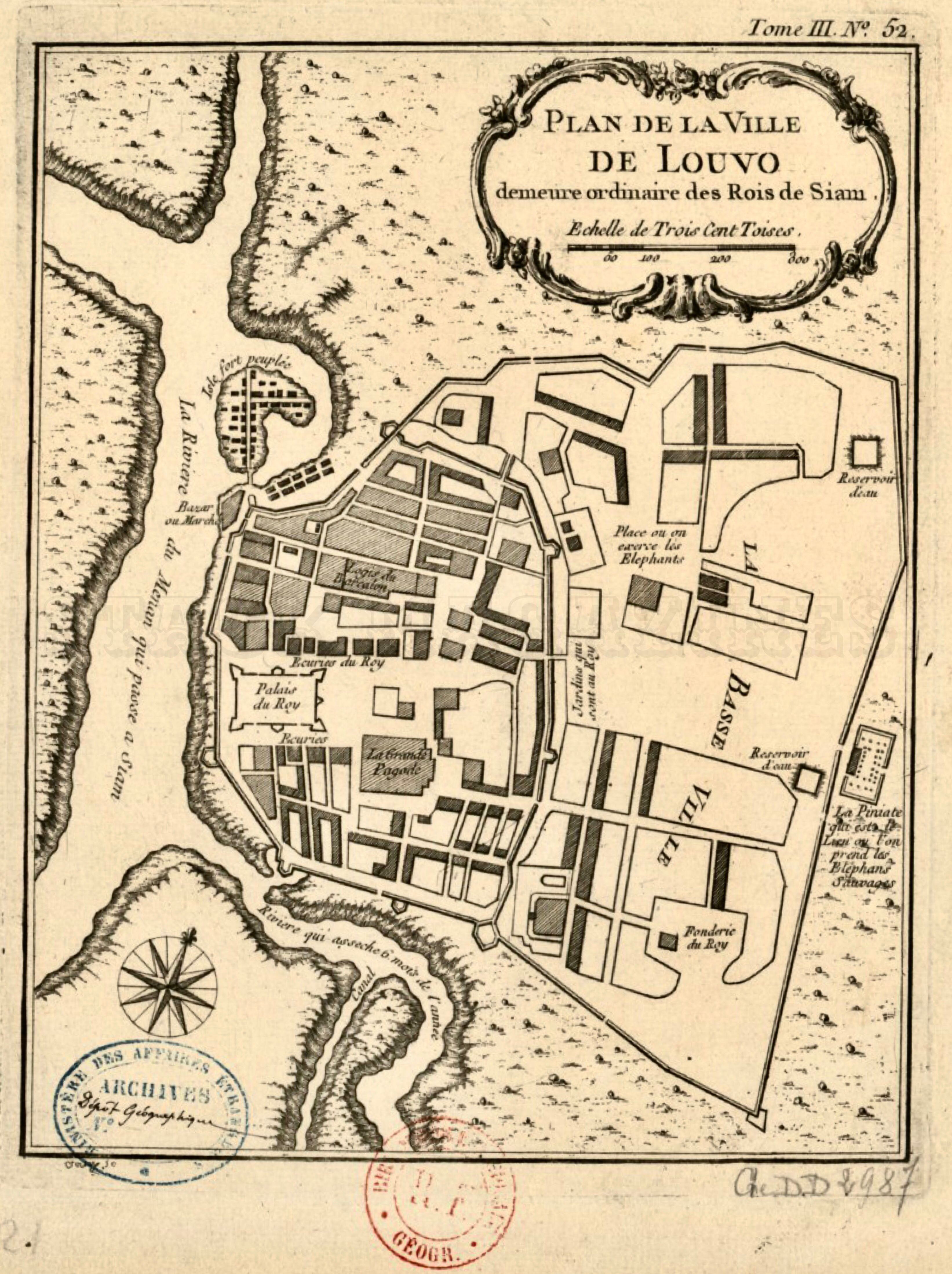
롭부리의 나라이의 새로운 수도 계획(프랑스어로는 Louvo)

태국 북부 연대기(Northern Thai Chronicles)에 의하면, 라보는 648년 탁카실라(Takkasila)에서 온 프라야 칼라바르나디쉬라지(Phraya Kalavarnadishraj)가 세웠다. 태국 기록에 의하면, 638년 탁카실라(태국 탁(Tak) 혹은 나콘 차이 시(Nakhon Chai Si)으로 추정)에서 온 프라야 카카바트르(Phraya Kakabatr):29는 19세기까지 시암인과 버마인이 사용한 시대인 출라 사카랏(Chula Sakarat)이라는 새로운 시대를 열었다. 아들 프라야 칼라바르나디쉬라지는 10년 후에 도시 라보를 세웠다.
국왕 칼라바르나디쉬라지는 라바푸리(Lavapuri, 오늘날 라호르Lahore)라는 고대 동남아시아 도시를 참조, '라바(Lava)의 도시'라는 의미의 '라바푸라(Lavapura)'라는 힌두식 이름에서 딴 '라보'를 국명으로 사용하였다.
라보 왕국 초기에 발견되는 유일한 언어는 몬어(Mon language)이다. 그러나 몬족이 라보의 유일한 민족이었는지는 논란이 있다. 일부 역사학자는 라보가 통치 계급이 몬족이며, 혼혈 몬족과 팔라웅어(Palaungic languages)를 사용하는 라와족(Lawa people)으로 구성되었다고 본다. 라보 왕국 통치 동안 타이족(Tai peoples)이 차오프라야 계곡으로 이주했다는 가설도 있다.
상좌부불교는 라보의 주요 종교가 되었지만, 크메르 제국(Khmer Empire)에서 온 힌두교와 대승불교 역시 상당한 영향을 끼쳤다. 7세기경 라보는 북쪽으로 확장했다. 카마데비밤사(Cāmadevivaṃsa)를 포함하여 북부 태국 연대기에는 하리푼차이(Hariphunchai)라는 몬족 왕국 초대 국왕인 카마데비(Camadevi)가 한 라보 국왕의 딸이었다고 전한다.
라보 왕국에 관한 기록은 거의 없다. 라보에 관하여 우리가 알고 있는 것 대부분은 고고학적 증거에서 왔다. 현장(玄奘)은 『대당서역기(大唐西域記)』에서 드바라바티-라보(Dvaravati-Lavo)를 '타라발저(墮羅缽底)'라고 음차하여 기록하였다.
오 스마크 비문(O Smach Inscription)에 의하면, 925~927년, 하리푸냐야 왕국(Haripuñjaya Kingdom)의 국왕 라타삿카라(Rathasatkara) 혹은 트라파카(Trapaka, 태국어: อัตราสตกะราช/ตราพกะ), 라보 왕국 국왕 우칫타카 착카왓(Uchitthaka Chakkawat) 혹은 우치타 황제(Ucchitta Emperor, อุฉิฎฐกะจักรวรรดิ/อุจฉิตตจักรพรรดิ), 시리담마나(Siridhammana) 혹은 나콘시탐마랏 와국(Nakhon Si Thammarat Kingdom) 지비카(Jivaka) 혹은 수치트라(Suchitra, พระเจ้าชีวก/พระเจ้าสุชิตราช) 세 몬족 왕국 왕들 사이에 거대한 전쟁이 있었다고 기록되어 있다. 또한 지나칼라말리(Jinakalamali)와 카마데비밤사(Cāmadevivaṃsa) 등의 역사서에도 전투가 기록되어 있다. 대량으로 파괴되면서, 라보의 수도인 라바푸르(Lavapür, ลวปุระ)는 버려졌고, 이후 약 80년 후인 1006년경에 수리야바르만 1세(Suryavarman I)가 통치하는 크메르 제국(Khmer Empire)에게 점령되었다.

### 크메르의 문화적 종속화

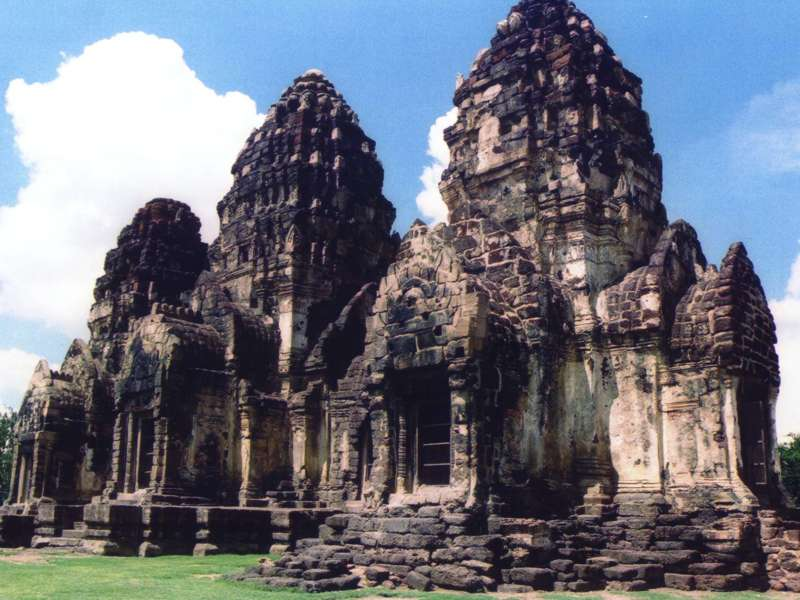
11세기 건축에 있어 크메르 영향력을 보여주는 프랑 삼 욧(Prang Sam Yot)

7세기 진랍(眞臘)의 이사나바르만 1세(Isanavarman I)는 군사 원정을 하였고, 크메르의 영향력이 차오프라야 계곡까지 미쳤다. 1002년, 수리야바르만 1세(Suryavarman I)에 의해 약탈되었고, 라바푸라는 황폐화되었다. 크메르의 장군 스리 락슈미 파티바르만(Sri Lakshmi Pativarman)은 즉위하여 1006년에 도시를 재건하였고, 라보는 1022년 크메르 제국에 통합되었으며, 차오프라야 평원 동쪽의 드바라바티 도시들은 크메르에 점령되었으나, 서쪽 도시들은 크메르로부터 벗어나 수바르나부미(Suvarnabhumi)를 형성하였다. 라보는 크메르 정권이 드바라바티를 통치하는 중심이었다.
10세기경, 드바라바티의 도시국가들은 두 만달라인 라보(오늘날 롭부리)와 수바르나부미(오늘날 수판부리)에 합병되었다. 북부 태국 연대기의 한 전설에 의하면, 903년 탐브리랑가(Tambralinga)의 한 국왕이 침입하여 라보를 점령하였고 말레이족(Malay)의 왕자를 라보의 왕좌에 앉혔다. 말레이족 왕자는 앙코르 왕조의 대학살로부터 도주한 크메르 제국 공주와 결혼하였다. 부부의 아들은 크메르 왕좌와 경합하였고 수리야바르만 1세가 되었고, 사적 연합에 따라 라보는 크메르의 지배에 놓였다. 수리야바르만 1세 역시 이산(Isan)을 확장하였고, 여러 사원을 세웠다.
13세기에 수코타이 왕국(Sukhothai Kingdom)이 독립한 후, 크메르는 라보를 잃어버렸으며, 라보는 수코타이에게 점령되었다.

#### 타이족의 도래
현대 태국 역사학자들은 타이족(Tai peoples)은 베트남 북부와 중국 광서(廣西)에서 기원하였다고 본다. 8세기까지 타이족은 동남아시아 북부에 거주하고 있었다. 다음의 5개의 어군(linguistic group)이 결합되었다.
1. 중국의 북타이족(the northern Tai) : 좡족(壯族)의 조상
2. 베트남 북부의 고지타이족(upland Tai people) : 타이 담 민족(Tai Dam people) 혹은 흑타이족(Black Tai), 타이 돈 민족(Tai Dón people) 혹은 백타이족(White Tai), 타이 댕 민족(Tai Daeng people) 혹은 홍타이족(Red Tai)의 조상
3. 라오스 북동부와 베트남 경계의 타이족 : 시앙 쾅(Siang Khwang)의 타이족과 아유타야 왕국의 시암인들의 조상
4. 라오스 북부 타이족
5. 루앙 프라방(Luang Prabang) 서쪽, 태국 북부, 라오스와 운남과 버마의 접경 지역의 타이족[4]:26

11세기경 오늘날 태국에 해당하는 지역에 타이족이 이주하였으나, 이 땅은 이미 몬족과 크메르족이 이주해 와 있었다.

#### 태국 촌락과 므앙

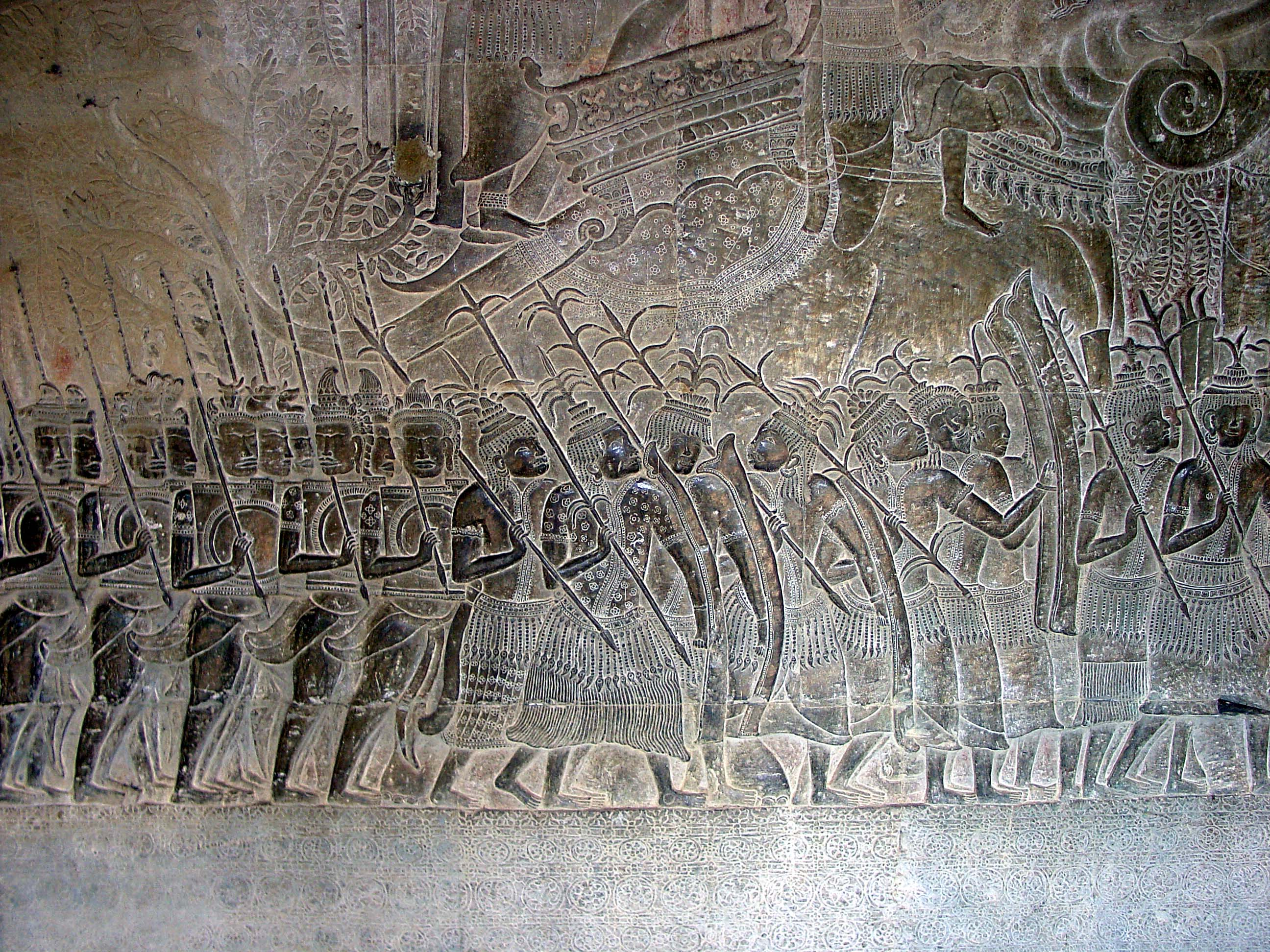
앙코르 와트에 그려진 시암 용병의 모습. 시암인들은 이후 왕국을 만들고 앙코르의 라이벌이 되었다.

타이족은 동남아시아 대륙부(mainland Southeast Asia)의 저지대와 강의 협곡에 살고 있었다. 언덕에는 여러 민족과 언어군이 거주하였다. 타이족 마을은 영세한 벼농사 농민으로 일하면서 땅 위에 올려진 작은 집에 거주하는 핵가족으로 구성되었다. 집집마다 외부 공격으로부터 방어하기 위하여 연대하였고 공동의 수리와 유지에 필요한 예산을 공유하였다. 마을 가운데 장로들로 구성된 회의체가 문제를 해결하고 축제와 의례를 조직하며 마을을 경영하는 것을 돕기 위하여 만들어졌다. 여러 마을은 연합하여, 차오(Chao, 태국어: เจ้า) 즉 '군주'가 통치하는 여러 마을을 뜻하는 므앙(Mueang, 태국어: เมือง)을 구성하였다.:25 타이족은 태국중앙평원(Central Plain of Thailand)에 정착하였을 때, 캄보디아 군주는 크메르어로 이들을 시엠(Siem, 크메르어: សៀម)이라고 명명하였다. 타이족 군주들은 몬 문자와 크메르 문자를 모두 채용, 타이족은 자신들의 문자 체계인 타이 탐 문자(Tai Tham alphabet)로 발전시켜 타이유안족(Thai Yuan people)에게 사용하게 하였고, 콤-타이 문자(Khom-Thai alphabet)은 저지대 시암 타이족들이 사용하게 하였다. 시암인들은 또한 스스로를 타이(Tai) 혹은 타이(Thai)라 하였고, 타이 방언으로 라보를 롭부리(Lopburi)라고 하였다.
크메르 제국 변방과 라오스 고지대에 정착한 타이족은 하나의 군주에 의해 통일되었고, 크메르 제국에 상당한 위협이 되었다. 타이와 크메르 지배 가문 사이의 통혼에도 불구하고, 타이족은 고유의 문화적 민족적 정체성을 가지고 있었고, 자신만의 언어와 사회 조직 단위를 유지하였다.

### 타이 도시 국가의 등장

#### 11세기 시암 라보 왕국
앙코르제국이 발휘한 상당한 정치적 통제력은 인구 대부분이 크메르족인 크메르 주(Khmer province)의 중심뿐만 아니라 비 크메르민족이 거주하였을 것으로 보이는 외부 테두리 주, 오늘날 방콕 북쪽과 북동부, 람푼(Lamphun)-치앙마이(Chiang Mai) 지역에 있는 핑강(Ping River) 상류 중앙 평원 저지대에까지 뻗쳤다.:28
타이족은 크메르제국의 주변 지역이었던 태국 중부에서 우세한 세력을 이뤘다. 타이족 집단은 크메르족에 동화되었던 것으로 보인다. 역사 기록에는 이들이 문화적 특수성을 유지하였지만, 이들의 정령 신앙은 일부 불교로 바뀌었다. 타이족 사서에 의하면 앙코르 제국 시기에 거대한 내부 갈등 중 하나였다. 11~12세기에는 오늘날 태국 북부와 중부, 라보나 롭부리와 같이 강력한 타이족 영역에서는 크메르의 통제에 저항하였다.:28
11세기, 라보는 크메르 제국의 속국으로서 한 캄보디아 왕자에게 통치되었다. 그러나 라보는 해방을 원하였고 1001년과 1155년에는 독립국으로서 중국 송(宋)으로부터 인정을 받고자 하였다. 라보의 거대한 타이족 인구와 드바라바티의 기원은 크메르 문명으로 통합되지 않았고, 크메르 문헌에서 롭부리는 시암인의 정체성을 지닌 앙코르의 한 주였던 것으로 보인다.:29
부상하는 버마의 파간 왕국(Pagan kingdom)의 영향력이 커지게 되었고, 그 결과 라보에 끼친 크메르의 영향은 줄어들었다. 1087년, 파간의 키안시타(Kyansittha)가 라보를 침공하였지만, 라보의 나라이 왕은 라보로의 버마 침공을 격퇴하였고, 더 강력하게 등장한 라보는 크메르나 버마로부터 분리시켰다. 나라이 왕은 수도를 아요다야로 옮겼으며, 라보는 수바르나부미를 압박하여 서쪽으로 가게 했으며, 여러 도시를 천천히 함락시켰다.
그러나 크메르의 자야바르만 7세(Jayavarman VII)는 또다른 침공을 가하였다. 이때 라보는 크메르 제국의 힌두교와 대승불교로 동화되었다. 크메르는 프랑 삼 욧(Prang Sam Yot)처럼 라보의 예술과 건축에 큰 영향을 끼쳤다.
1239년, 수코타이 왕국의 타이족은 장관은 반란을 일으켜 라보로부터 독립을 선언하였다. 이로써 수코타이 왕국(Sukhothai Kingdom)이 성립하였다. 태국 북부 연대기에서 라보는 콤(Khom)으로 불렸으며, 13세기에 라보 왕국은 람캄행 대왕(Ram Khamhaeng the Great) 하의 수코타이 확장으로 인해 급속히 축소되었으며, 라보와 아요다야 주변으로 중심지가 후퇴하였다.
1289년과 1299년 사이에 라보는 중국에 사절단을 파견하였는데, 중국 문헌에서는 '라곡(羅斛)'이라는 이름으로 기록되었다.:221–222 중국문헌에는 1349년 '섬(暹)' 즉 수코타이인들이 라곡 사람들과 함께 연합하여 섬라곡(暹羅斛) 혹은 섬라(暹羅)가 되었다고 전한다.:102 그러나 섬은 수판나품 왕국(Suphannaphum Kingdom)으로 보인다.

#### 아유타야 왕국과의 합병
1350년, 차오프라야 계곡 저지대에 있는 도시 중 하나의 후기 앙코르 제국 통치자 우통(Uthong)과 수바르나부미 보로마라차티랏 1세(Borommarachathirat I)가 함께 아유타야(Ayutthaya)라는 도시를 공동으로 설립하였다. 아유타야는 차오파르야강, 롭부리강(Lopburi River), 파삭강(Pa Sak River) 세 강의 교차점에 있는 섬이다. 우통은 아유타야 왕이 되었다. 그러나 1370년 보로마라차티랏 1세는 우통의 아들 라메수안(Ramesuan)으로부터 아유타야를 빼앗았고, 라메수안은 라보로 후퇴하였다. 1388년 라메수안은 아유타야를 보로마라차티랏 1세의 아들 통란(Thonglan)으로부터 다시 빼앗았고, 1408년 보로마라차티랏 1세의 조카 인타라차(Intharacha)는 아유타야를 빼앗아 수판나품 왕조(Suphannaphum dynasty)로 가져왔다. 우통 왕조(Uthong dynasty)는 쫓겨나서 16세기까지 아유타야 귀족 가문이 되었다.
현 태국 왕실의 왕자 출라 차크라봉세(Chula Chakrabongse, 1908~1963)는 우통의 기원에 대하여 망라이(Mangrai)의 후예였을 것이라고 본다.:28 17세기 저작 반 브리엣의 연대기(Van Vliet's chronicles)는 우통은 중국상인으로 아유타야로 이주하기 전에 펫차부리(Phetchaburi)에 정착하였다고 전한다. 16세기 란나 왕국(Lanna kingdom) 문헌인 탐난 물라 사차나(Tamnan Mulla Satsana)는 우통이 라보 왕국 출신이라고 전한다.
14세기 아유타야 왕국의 건립 이후, 라보는 아유타야 왕국의 주요 근거지로 통합되었다. 17세기 중엽 나라이(Narai) 국왕의 통치기에 라보는 아유타야 왕국의 수도가 되었고, 나라이 국왕은 1년에 약 8개월 살았다.

## 군주 목록
| 이름 | 이름                                                            | 이름               | 통치        |
| 한국어 | 영어                                                            | 태국어             | 통치        |
| --- | --------------------------------------------------------------- | ------------------ | ----------- |
| 칼라완디트 | Kalawandith                                                     | กาฬวรรดิษฐ์          | 648-700     |
| 미상 | 미상                                                            | 미상               | 700-?       |
| 우치타카 착카왓 | King Uchitthaka Chakkawat                                       | อุฉิฎฐกะจักรวรรดิ      | ?-927       |
| 하리푸냐야(Haripuñjaya)와 나콘시탐마랏 왕국(Nakhon Si Thammarat)과의 전쟁(925-927)으로, 수도 라바푸라는 버려졌다. 그리고 11세기경 수도는 남쪽으로 옮겨졌고 니라이 왕이 아요디야(Ayodhya)라고 명명했다. |                                                                 |                    |             |
| 스리 락슈미 파티바르만 | Sri Lakshmi Pativarman (수리야바르만 1세(Suryavarman I)가 임명) | ศรีลักษมีปติวรมัน       | 1006-?      |
| 인드라바르만 2세 | Indravarman II (자야바르만 7세(Jayavarman VII)가 임명)          | นฤปตีนทรวรมัน        | Unknown     |
| 미상 | 미상                                                            | 미상               | 1052년 이전 |
| 차다초타 | King Chadachota                                                 | จันทรโชติ            | 1052-1069   |
| 섭정 | 섭정                                                            | 섭정               | 1069-1082   |
| 프라 나라이 | King Phra Narai                                                 | พระนารายณ์          | 1082-1087   |
| 프라 차오 루앙 | King Phra Chao Luang                                            | พระเจ้าหลวง         | 1089-1111   |
| 사이 남 페웅 | King Sai Nam Peung                                              | สายน้ำผึ้ง            | 1111-1165   |
| 담미카라자 | King Dhammikaraja                                               | พระเจ้าธรรมิกราชา    | 1165-1205   |
| 우통 | King U Thong                                                    | พระเจ้าอู่ทอง         | 1205-1253   |
| 차이센 | King Chaisen                                                    | พระเจ้าชัยเสน        | 1253-1289   |
| 수완라차 | King Suwanracha                                                 | พระเจ้าสุวรรณราชา    | 1289-1301   |
| 탐마랏차 | King Thammaracha                                                | พระเจ้าธรรมราชา     | 1301-1310   |
| 보롬라차 | King Boromracha                                                 | พระบรมราชา         | 1310-1344   |
| 우통 | King Uthong (Ramathibodi I) (아유타야 왕국 초대왕)              | สมเด็จพระรามาธิบดีที่ 1 | 1344-1369   |
| 1350년 아유타야 왕국이 건립된 후, 라보는 1388년 아유타야에 합병되었다. |                                                                 |                    |             |

## 같이 보기
- 로칵(Locach)
- 롭부리의 역사